# Tasta apluta
Tasta apluta är en fjärilsart som beskrevs av Louis Beethoven Prout 1928. Tasta apluta ingår i släktet Tasta och familjen mätare. Inga underarter finns listade i Catalogue of Life.